# Marcos Pizzelli
Marcos Pinheiro Pizzelli, orm. Մարկոս Պինեյրո Պիզզելլի (ur. 3 października 1984 w Piracicaba) – ormiański piłkarz brazylijskiego pochodzenia, grający na pozycji ofensywnego pomocnika lub napastnika. Reprezentant Armenii.

## Kariera klubowa
Karierę piłkarską Pizzelli rozpoczął w klubie São Carlos FC. W 2004 roku awansował do kadry pierwszej drużyny i grał w niej do połowy 2006 roku w rozgrywkach Campeonato Paulista.
Latem 2006 Pizzelli został zawodnikiem ormiańskiego klubu Ararat Erywań. 16 czerwca 2006 strzelił swoje pierwsze dwa gole w ormiańskiej pierwszej lidze. W 2007 roku ze strzelonymi 22 golami został po raz pierwszy królem strzelców Bardzragujn chumb. W 2008 roku ponownie był najlepszym strzelcem ormiańskiej ligi (strzelił 17 goli), a z Araratem zdobył Puchar Armenii.
W 2009 roku Pizzelli zmienił klub i przeszedł do innego zespołu ze stolicy Armenii, Pjunika Erywań. Na koniec roku wywalczył z Pjunikiem dublet – mistrzostwo oraz puchar kraju. W 2010 roku także został mistrzem i zdobywcą pucharu. W sezonie 2010 strzelił 16 goli i wraz z partnerem z ataku Pjunika, Geworgiem Ghazarjanem został królem strzelców ligi. W czerwcu 2011 podpisał 3-letni kontrakt z ukraińskim Metałurhiem Donieck. Na początku stycznia 2012 przeniósł się do rosyjskiego klubu Kubań Krasnodar. W 2013 roku został zawodnikiem FK Krasnodar.
| Sezon   | Klub             | Kraj     | Rozgrywki             | Mecze | Bramki |
| ------- | ---------------- | -------- | --------------------- | ----- | ------ |
| 2004    | São Carlos FC    | Brazylia | Campeonato Paulista 2 | ?     | ?      |
| 2005    | São Carlos FC    | Brazylia | Campeonato Paulista 2 | ?     | ?      |
| 2006    | São Carlos FC    | Brazylia | Campeonato Paulista 2 | ?     | ?      |
| 2006    | Ararat Erywań    | Armenia  | Bardzragujn chumb     | 24    | 5      |
| 2007    | Ararat Erywań    | Armenia  | Bardzragujn chumb     | 26    | 22     |
| 2008    | Ararat Erywań    | Armenia  | Bardzragujn chumb     | 28    | 17     |
| 2009    | Pjunik Erywań    | Armenia  | Bardzragujn chumb     | 12    | 9      |
| 2010    | Pjunik Erywań    | Armenia  | Bardzragujn chumb     | 26    | 16     |
| 2011    | Pjunik Erywań    | Armenia  | Bardzragujn chumb     | 11    | 6      |
| 2011/12 | Metałurh Donieck | Ukraina  | Premier-liha          | 11    | 6      |
| 2011/12 | Kubań Krasnodar  | Rosja    | Priemjer-Liga         | 10    | 3      |
| 2012/13 | Kubań Krasnodar  | Rosja    | Priemjer-Liga         | 21    | 5      |
| 2013/14 | FK Krasnodar     | Rosja    | Priemjer-Liga         | 6     | 0      |

## Kariera reprezentacyjna
W 2008 roku Pizzelli otrzymał ormiańskie obywatelstwo. 28 maja 2008 zadebiutował w reprezentacji Armenii w zremisowanym 2:2 towarzyskim meczu z Mołdawią, w którym zdobył gola. W eliminacjach do Euro 2012 strzelił 4 gole: z Andorą (4:0), (3:0), z Rosją (1:3) i Macedonią (4:1).